# Zola Nombona
Zola Nombona (nacida el 10 de marzo de 1992), es una actriz sudafricana conocida por su papel de Shado en la segunda temporada de la serie dramática de SABC 1 Intersexions, en 2013.

## Biografía
Nombona asistió al Victoria Girls 'High School y a la Wits University, donde obtuvo una licenciatura en artes dramáticas.

## Carrera profesional
Su primer papel importante lo obtuvo en la serie dramática Intersections, que abordaba el tema de VIH / sida del canal SABC en 2013.
En 2015 obtuvo su primer protagónico como Roxanne, una hermosa e inteligente mujer cuyos errores pasados la siguen hasta su presente, en el drama de E.TV Zbondiwe.
También interpretó a Monde en Lockdown, una serie dramática ambientada en una prisión de seguridad ficticia para mujeres y dio vida a Zee en la película convertida en serie dramática Inumber Number.

## Filmografía
| Año           | Título                 | Papel                |
| ------------- | ---------------------- | -------------------- |
| 2015          | Ingoma                 | Constance Dladla     |
|               | Forced love            | Kat Minola           |
|               | Number Number          | Zee                  |
|               | iThuba lokugcina       | Zodwa Bhengu         |
| 2018          | Lockdown               | Monde                |
| 2019          | EHostela               | Constable Brightness |
| 2020-presente | Isono                  | Zoleka               |
| 2021-presente | Generations:The Legacy | Pamela Khoza         |